# Піщана людина (фільм, 2011)
Піщана людина (нім. Der Sandmann) — це швейцарська фантастично-драматична комедія, знята у 2011 році режисером Петером Луїзі. У головних ролях — Фабіан Крюгер та Ірен Брюггер.

## Сюжет
Мешканець Цюриха Бенно цілком задоволений своїм життям, лише господиня розташованого поверхом нижче кафе — молода жінка на ім'я Сандра — заважає йому спати, щоночі репетируючи свій номер для шоу талантів. Одного разу Бенно зауважує у своїй квартирі дивний пісок і незабаром усвідомить, що цей пісок сиплеться з його власного тіла. Особливо сильно виділення відбувається під час сну, причому останнім часом Бенно став бачити дивні сни про його спільне життя з ненависною Сандрою. На свій подив, він дізнається, що такі ж сни бачить і жінка …

## Актори
- Фабіан Крюгер — Бенно
- Ірен Брюггер — Сандра
- Біт Шлаттер — Макс
- Флорін Елена Деплазес — Патріція
- Каспар Вайсс — Вальтер
- Зігфрід Терпуртен — Штефан